# Marša
Marša je žensko osebno ime.

## Izvor imena
Ime Marša je različica ženskega osebnega imena Marija.

## Pogostost imena
Po podatkih Statističnega urada Republike Slovenije je bilo na dan 31. decembra 2007 v Sloveniji število ženskih oseb z imenom Marša: 14.

## Osebni praznik
Osebe z imenom Marša godujejo takrat kot osebe z imenom Marija.